# 閃閃的紅星 (電影)
《闪闪的红星》是一部1974年上映的中华人民共和国戰爭、兒童題材類的电影，也是中国文革期间为数不多的电影之一。该片由李昂、李俊联合执导，八一電影製片廠攝製。该片于2007年被翻拍成动画閃閃的紅星之紅星小勇士。這部電影根據李心田同名小說改編，主題曲是李双江演唱的《紅星照我去戰鬥》，插曲是邓玉华演唱的《映山紅》和中央人民广播电台业余童声合唱队演唱的《红星歌》。

## 劇情
影片讲述的是中央革命根據地柳溪鄉少年潘冬子的故事，他是中國工農紅軍军官潘行义的儿子。1934年，第五次反圍剿失敗，中央红军被迫離開中央根據地开始长征，潘行义跟著大部隊離開前，给潘冬子留下一颗布做的红五星。红军大部队離開後，地主胡汉三回到了潘冬子的村子，并开始报复那些把他赶走的农民。不久，潘冬子的母亲被胡漢三烧死在家中。
潘冬子此後加入了一支游击队，与地主武裝周旋，最终成功杀死了胡漢三。後來潘冬子的父亲回到柳溪，潘冬子帶著父親臨走前給他的紅星加入中國工農紅軍並参加抗日战争。

## 主要演员
| 演员   | 角色   | 介绍               |
| ------ | ------ | ------------------ |
| 祝新运 | 潘冬子 | 中央苏区小红军战士 |
| 刘江   | 胡汉三 | 地主，还乡团头子   |
| 薄贯君 | 吴修竹 | 红军干部           |
| 刘继忠 | 椿伢子 | 潘冬子的好友       |
| 赵汝平 | 潘行义 | 潘冬子的父亲       |
| 高保成 | 宋大爹 |                    |
| 李雪红 | 潘母   | 潘冬子的母亲       |

## 轶事
- 片中的反面角色胡汉三率领“还乡团”回到柳溪后，向全体村民宣告：“我胡汉三又回来了！”这句台词后来成为经典，经常用来表示某人或某事物卷土重来，多含贬义或戏谑义[5][6][7]。
- 胡汉三还呵斥村民们：“若是谁拿了我的什么给我送回来，谁吃了我的什么给我吐出来！”这句台词后来被花儿乐队主唱大张伟写进了《嘻唰唰》的歌词[8]。